# Schießbefehl

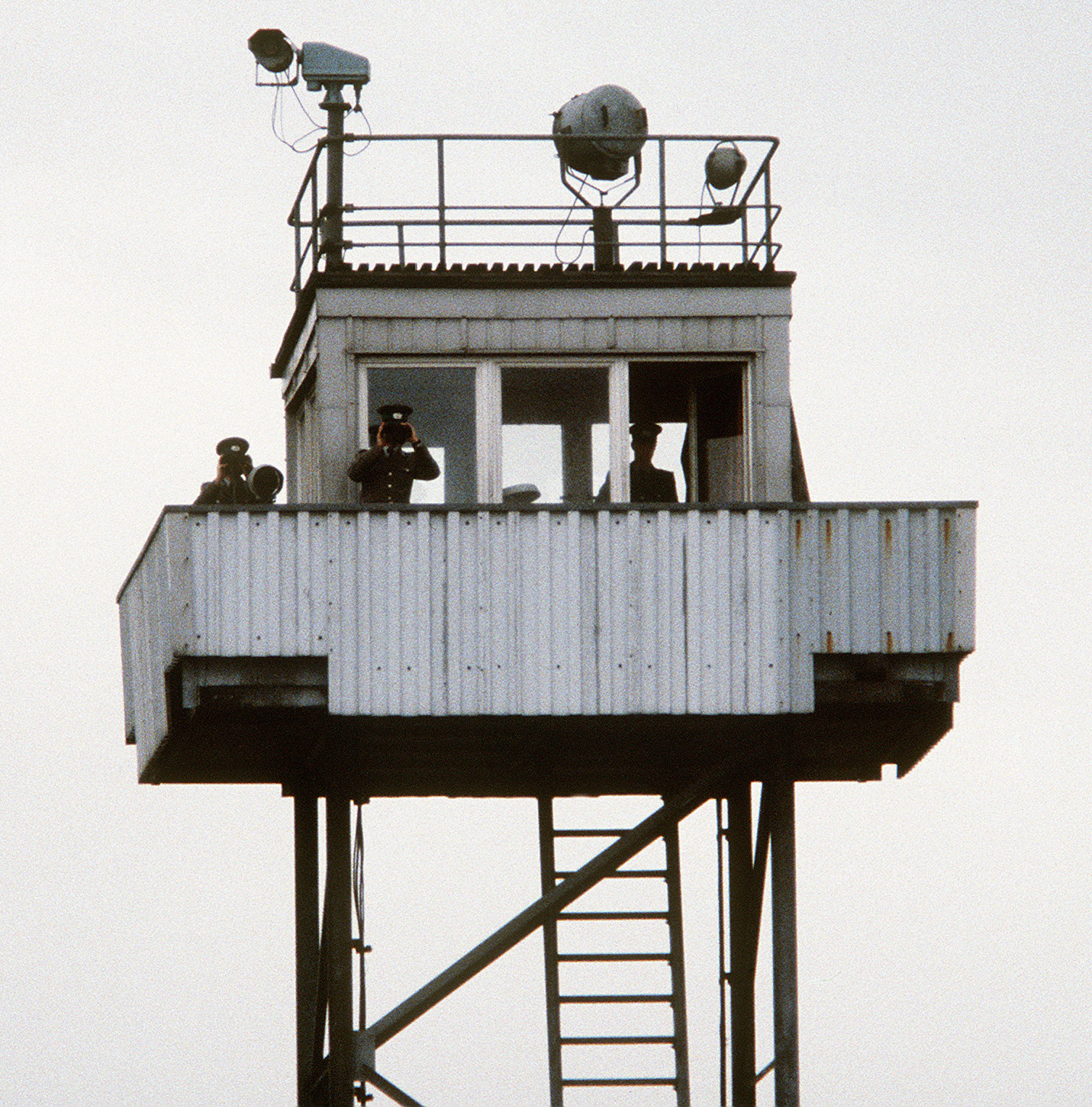
Um posto de observação e guarda na fronteira interna alemã, em 1984.

O termo alemão Schießbefehl ("ordem de atirar") foi o termo popular para se referir à Befehl 101 (Ordem 101), uma ordem instruindo guardas da fronteira da extinta República Democrática Alemã (RDA ou Alemanha Oriental) para evitar a fuga de seus cidadãos com todos os meios possíveis, incluindo a morte dos fugitivos. Esta disposição foi usada de 1960 até 1989, embora de formas diferentes. Em 1982, essa prática foi formalizada no parágrafo 27 da "Lei da Fronteira". Anteriormente, oficiais e membros do regime da RDA tinham, muitas vezes, negado a existência dessa indicação.

## Procedimento prescrito
A Guarda de Fronteira da RDA (em alemão, Grenztruppen der DDR ou GDR), que não eram formalmente integrados às forças armadas regulares (a Nationale Volksarmee), eram instruídos a seguir um determinado procedimento ao se depararem com pessoas que circulassem ilegalmente dentro da faixa de fronteira:

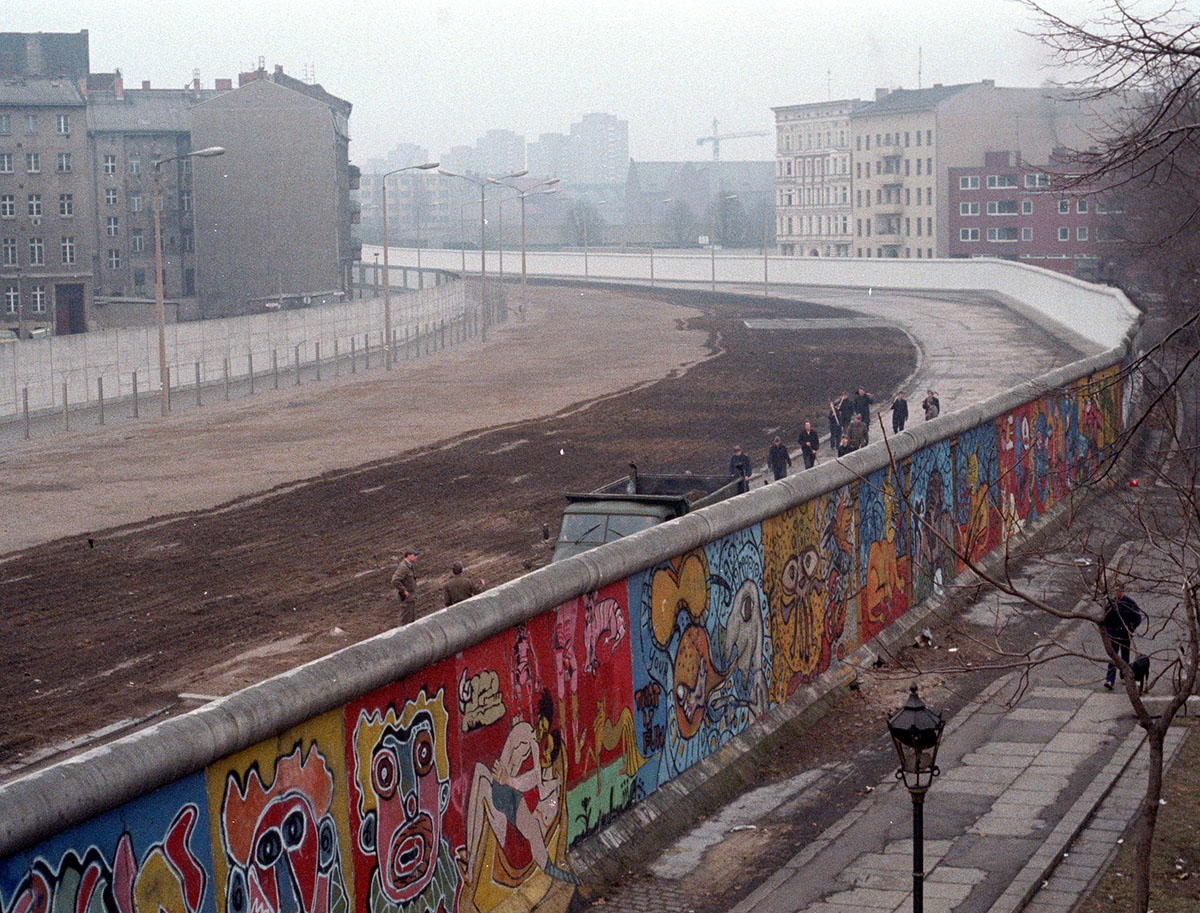
No lado Oeste (ao fundo), pode-se ver os guardas da fronteira.

- Inicialmente, eles deveriam ordenar "Halt, stehenbleiben, oder ich schieße!" ("Pare, fique onde está ou atirarei");
- Em seguida, caso a ordem não fosse acatada, deveriam efetuar um tiro de advertência; normalmente, os guardas de fronteira carregavam fuzis Kalashnikov AK-47;
- Finalmente, se o fugitivo descumprisse as advertências anteriores, o guarda da fronteira deveria atirar preferencialmente nas pernas, para impedir a fuga.

Os guardas de fronteira eram orientados a evitar disparar em direção do território de Berlim Ocidental e Alemanha Ocidental. Recentemente, descobriu-se evidências que indicam que as crianças não eram imunes à ordem.
Após de uma tentativa de fuga malsucedida, o atirador seria recompensado e recebia uma licença especial. Qualquer ocorrência na fronteira deveria ser mantida em segredo. Muitas vezes, o soldado era transferido para outra unidade militar e condenado a ficar em silêncio. No entanto, quando um fugitivo atravessava a fronteira, medidas disciplinares contra os guardas de fronteira frequentemente incluíam prisão na prisão militar de Schwedt. Muitos soldados tentaram evitar ser acusados de deixar escapar um fugitivo deliberadamente atirando fora do alvo.
Cada tentativa de fuga, bem-sucedida ou fracassada, era seguida por uma investigação formal por parte da autoridade penal militar e pelo Ministério da Segurança do Estado (MFS, ou Ministerium für Staatssicherheit, mais conhecida como Stasi). Quando pretensos fugitivos eram mortos, normas rígidas eram impostas à família sobre o funeral; por exemplo, nenhum obituário poderia ser impresso nos jornais locais.

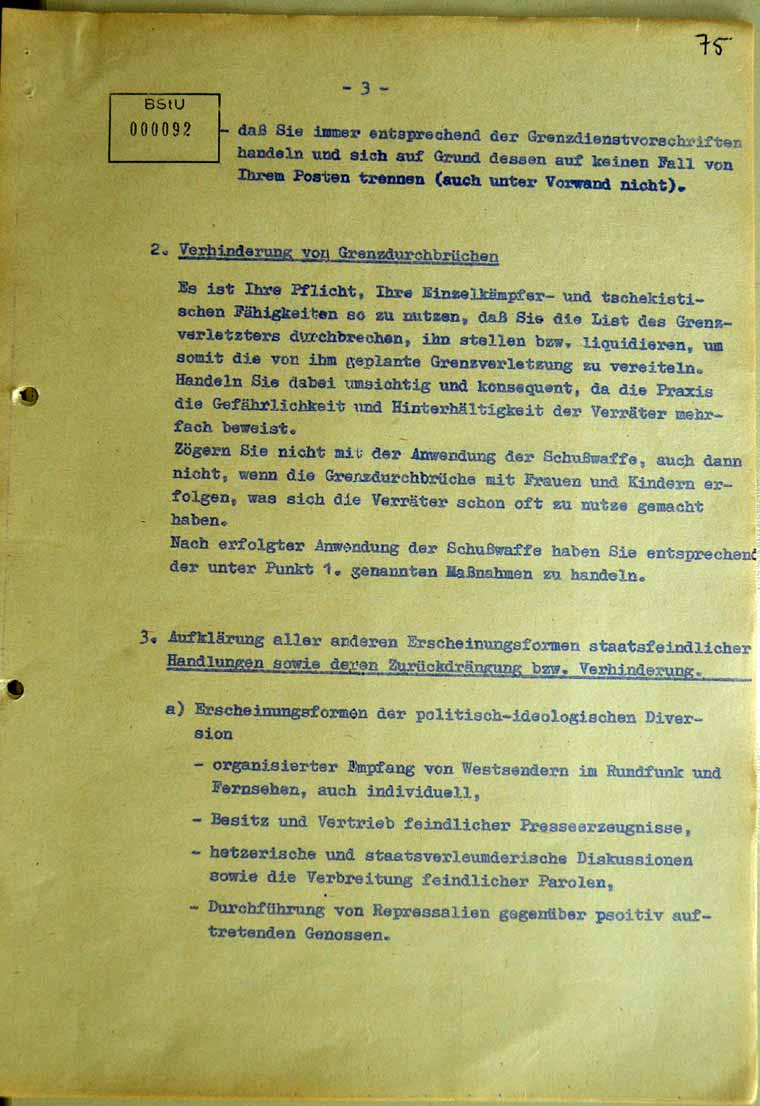
Ordem […] 1. Prevenção da deserção: Reconhecer as intenções de desertar de forma a garantir a sua prevenção com todas as consequências daí decorrentes. Para evitar tentativas de deserção durante o serviço de fronteira, é necessário que você reconheça e impeça isso em tempo hábil. Por este motivo, não deve desfazer-se da sua arma e o seu funcionamento deve ser verificado antes do início do serviço de fronteira. Se necessário, você deve usar a arma de fogo de forma consistente para capturar ou liquidar o traidor. […] 2. Prevenção de violações de fronteiras: É sua responsabilidade empregar suas habilidades individuais de combate e inteligência de forma a quebrar o engano do violador de fronteira, capturá-lo ou eliminá-lo, impedindo assim a violação de fronteira que ele está planejando. Aja com prudência e determinação, pois a experiência prática prova repetidamente o perigo e a astúcia dos traidores. Não hesite em usar armas de fogo, mesmo que mulheres e crianças quebrem a fronteira, da qual os traidores costumam se aproveitar. [...

A lei da Alemanha Oriental só permitia a passagem pela fronteira nos chamados Grenzübergangsstellen (checkpoints ou pontos de inspeção), como o famoso Checkpoint Charlie. Em outros partes da fronteira, eram postados vários avisos de advertência dizendo às pessoas para não entrar na faixa de fronteira. Qualquer violação era considerada um ato criminoso. No entanto, estes são apenas os aspetos formais da lei. Após a construção do Muro de Berlim em 1961, as autorizações de viagem por alemães orientais para a Alemanha Ocidental e Berlim Ocidental eram muito limitadas; muitos jovens foram motivados a tentar uma fuga desesperada pela fronteira interna da Alemanha. Em geral, um total de cerca de 260 pessoas morreram tentando cruzar o Muro de Berlim, na fronteira leste-oeste, ou através do Mar Báltico (embora o número exato de mortes seja difícil de estimar). Em Berlim, 190 pessoas foram mortas no decurso de 28 anos. Um número desconhecido de pessoas foi gravemente ferido e preso. A última vítima do Muro de Berlim foi Chris Gueffroy.
As vítimas deste sistema também incluem guardas de fronteira que foram baleados por fugitivos.
Para evitar imprensa negativa, o Schießbefehl era suspenso em feriados ou visitas de Estado. As ocorrências na fronteira eram registadas pela Guarda de Fronteiras Federal (Bundesgrenzschutz ou BGS, que os guardas de fronteira da Alemanha Ocidental), pela polícia de Berlim Ocidental e pelos policiais militares das Forças Aliadas. Arquivos foram coletados no escritório central de registros em Salzgitter.

## Após a reunificação
Após a reunificação alemã, os Todesschützen (soldados que alegadamente mataram fugitivos) foram levados a julgamento nos tribunais federais conhecidos como Mauerschützen-Prozesse (julgamento dos atiradores do muro). Além disso, oficiais de alta patente da polícia de fronteiras e do Verteidigungsrat Nationale (Conselho de Defesa Nacional da RDA) foram acusados no tribunal. Os vereditos concordaram que, mesmo o soldado comum deveria ter reconhecido que as leis de fronteira da RDA eram fundamentalmente conflitantes com o Pacto Internacional de Direitos Civis e Políticos, que a RDA havia assinado e ratificado. Deste modo, os guardas de fronteira da RDA deveriam reconhecer que a Befehl 101, a lei da fronteira, se caracterizava como uma injustiça formalizada e, portanto, deveriam ter desobedecido aos seus oficiais de comando.